# Papa Honori I
Honori I (Càpua, ? - Roma, 12 d'octubre del 638) va ser Papa de l'Església Catòlica entre el 625 i el 638.
Segons s'explica al Liber Pontificalis, era fill d'un cònsol honorari anomenat Petroni, de bona posició econòmica dins l'estatus social de la ciutat de Roma.
Va ser escollit papa el 25 d'octubre de 625.
Va introduir la celebració de l'Exaltació de la Santa Creu, celebrada el 14 de setembre. Va enviar missioners arreu del món conegut en aquells moments.
Va morir a Roma el 12 d'octubre de l'any 638. Va ser condemnat com a heretge pel sisè concili general el 680.